# ネヴァー・トゥー・レイト (ステイタス・クォーのアルバム)
『ネヴァー・トゥー・レイト』 (Never Too Late) は、イギリスのロックバンド、ステイタス・クォーによる14枚目のアルバム。

## 解説
アルバムは1981年3月13日にリリースされ、前作の『ジャスト・サポージン』と同じ、ダブリンのウィンドミル・レーン・スタジオで行われたセッションで収録された。ジョン・エデンとステイタス・クォーによる共同プロデュースであり、全英アルバムチャート2位。
アルバムからは、唯一のシングルとして、トム・ジョーンズ、グレン・キャンベルが、リタ・クーリッジと共に制作した楽曲「サムシング・アバウト・ユー・ベイビー・アイ・ライク」のカバーがリリースされ、「イナフ・イズ・イナフ」と共に収録された。ミュージックビデオは、ゴドレイ&クレームによって制作された。
1981年の終わりには、『ジャスト・サポージン』からのサード・シングルが出されている。
本作は、バンドを脱退するドラマーのジョン・コーランが参加した最後のアルバムである。

## 評価
| 専門評論家によるレビュー | 専門評論家によるレビュー |
| レビュー・スコア         | レビュー・スコア         |
| 出典                     | 評価                     |
| ------------------------ | ------------------------ |
| Allmusic                 | [ 2 ]                    |

Allmusicのレビューでは、キーボードが重厚になったことについて批判しているが、一方で個々の曲については賞賛されている。このアルバムや『ジャスト・サポージン』との2枚組について、「どちらもクラシックなクォーのアルバム、そしてそのアルバムの続編として片付けられない」とコメントしている。

## 収録曲
A面
1. "Never Too Late"
演奏時間: 3:59、作曲: ロッシ、フロスト
2. "Something 'Bout You Baby I Like"
演奏時間: 2:51、作曲: リチャード・スパ
3. "Take Me Away"
演奏時間: 4:49、作曲: パーフィット、ボウン
4. "Falling in Falling Out"
演奏時間: 4:15、作曲: パーフィット、ボウン、ヤング
5. "Carol"
演奏時間: 3:41、作曲: チャック・ベリー

B面
1. "Long Ago"
演奏時間: 3:46、作曲: ロッシ、フロスト
2. "Mountain Lady"
演奏時間: 5:06、作曲: ランカスター
3. "Don't Stop Me Now"
演奏時間: 3:43、作曲: ランカスター、ボウン
4. "Enough is Enough"
演奏時間: 2:54、作曲: ロッシ、パーフィット、フロスト
5. "Riverside"
演奏時間: 5:04、作曲: ロッシ、フロスト

### 2005年リイシュー盤ボーナストラック
1. "Rock 'N' Roll (single version)"
作曲: ロッシ、フロスト

## パーソネル
- フランシス・ロッシ - ギター、ヴォーカル
- リック・パーフィット - ギター、ヴォーカル
- アラン・ランカスター - ベース
- ジョン・コーラン - ドラム
- アンディ・ボウン - キーボード
- ベーニー・フロスト - バッキングヴォーカル